# Cleistes stricta
Cleistes stricta là một loài thực vật có hoa trong họ Lan. Loài này được (C.Schweinf.) Garay & Dunst. mô tả khoa học đầu tiên năm 1972.